# Hjálparfoss
Hjálparfoss ist ein Wasserfall im Süden von Island.
Der Fluss Fossá í Þjórsárdal stürzt hier zwischen Basaltsäulen in zwei Arme gespalten etwa 9 m in die Tiefe. 

## Lage
Der Wasserfall liegt im Þjórsárdalur kurz vor dem Zusammenfluss der Fossá mit der Þjórsá. Der Vulkan Hekla überragt die Gegend und in der Nähe befinden sich mit dem Háífoss und der Schlucht Gjáin noch weitere Wasserfälle.

## Name
Der Name heißt aus dem Isländischen übersetzt „Hilfewasserfall“. Dies leitet sich vom Namen der Gegend Hjálp ab. Dieser wiederum rührt daher, dass in früheren Zeiten Leute nach Überquerung der gefährlichen, wüstenhaften Inlandsstrecke Sprengisandur hier endlich wieder Wasser und Futter für die Pferde vorfanden.

## Vulkanismus
Das Lavafeld Búrfellshraun füllt das Tal aus. Es strömte vor ca. 3.500 Jahren aus Kratern der Veiðivötn. Beim Wasserfall hat der Fluss Fossá einen Teil dieses Lavafelds erodiert und dabei das Innere von Pseudokratern freigelegt ebenso wie fächerförmige Lavasäulen, die durch sehr schnelles Abkühlen der Laven unter Wassereinfluss entstanden sind.

## Bilder

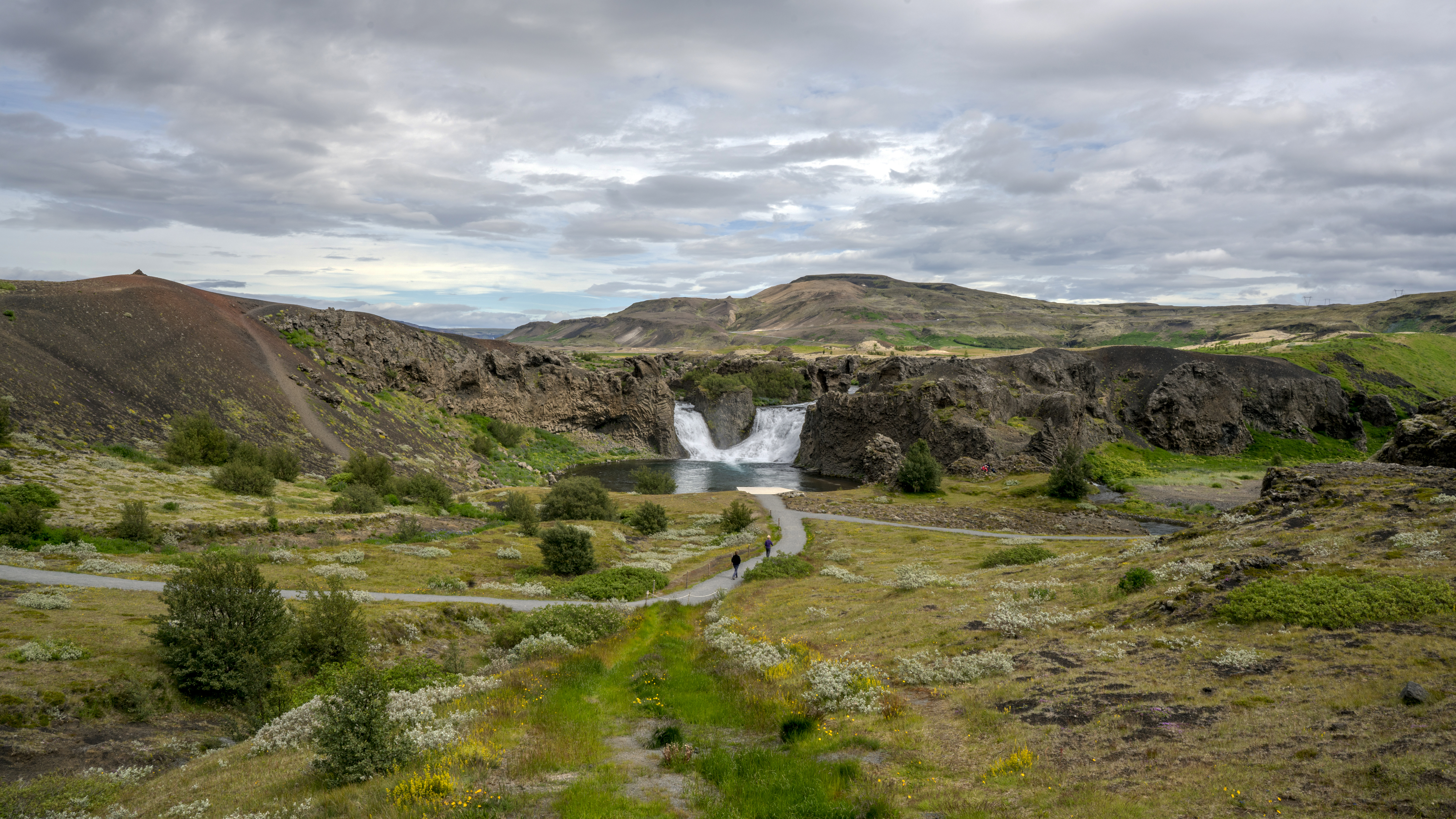
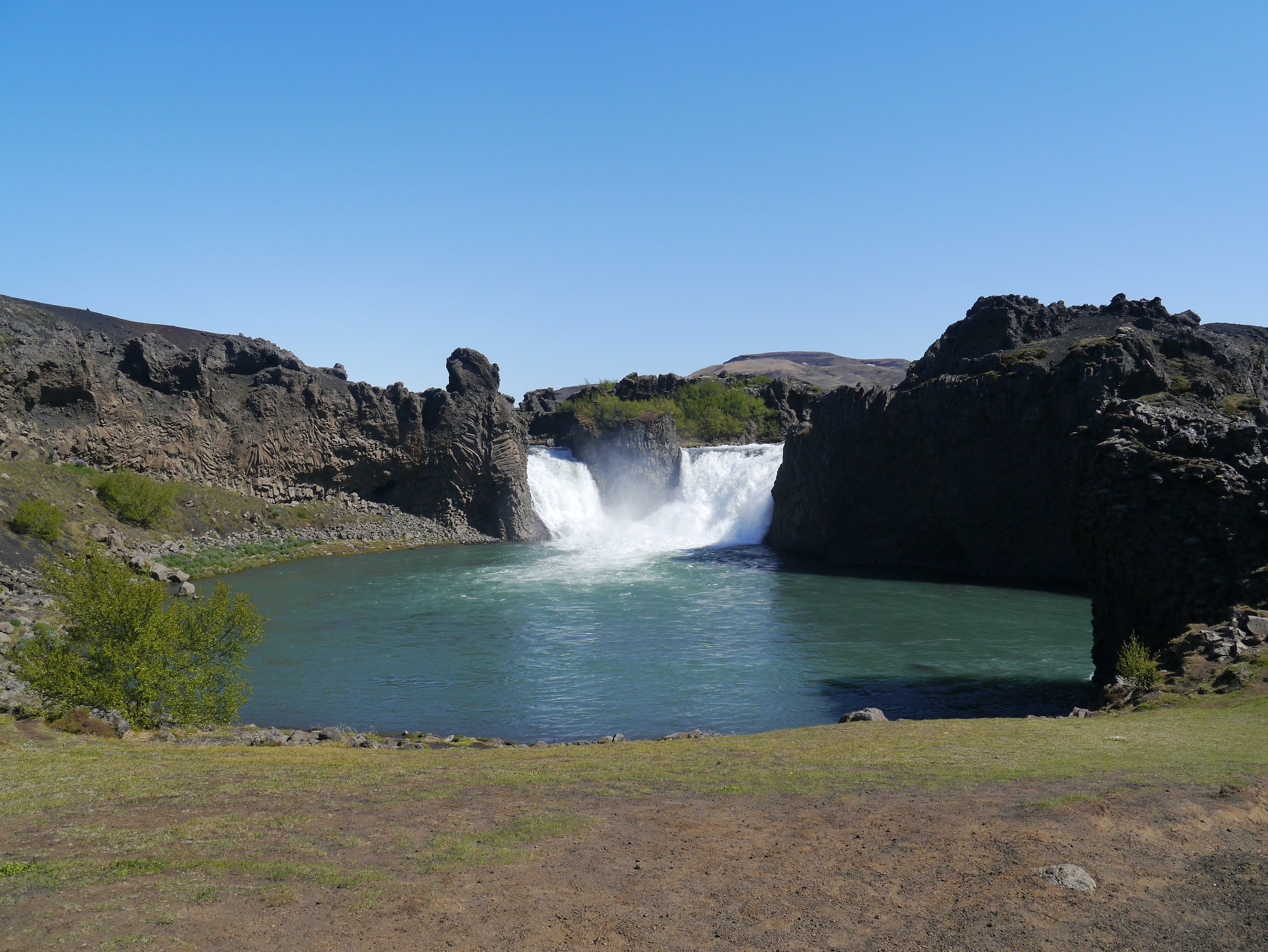
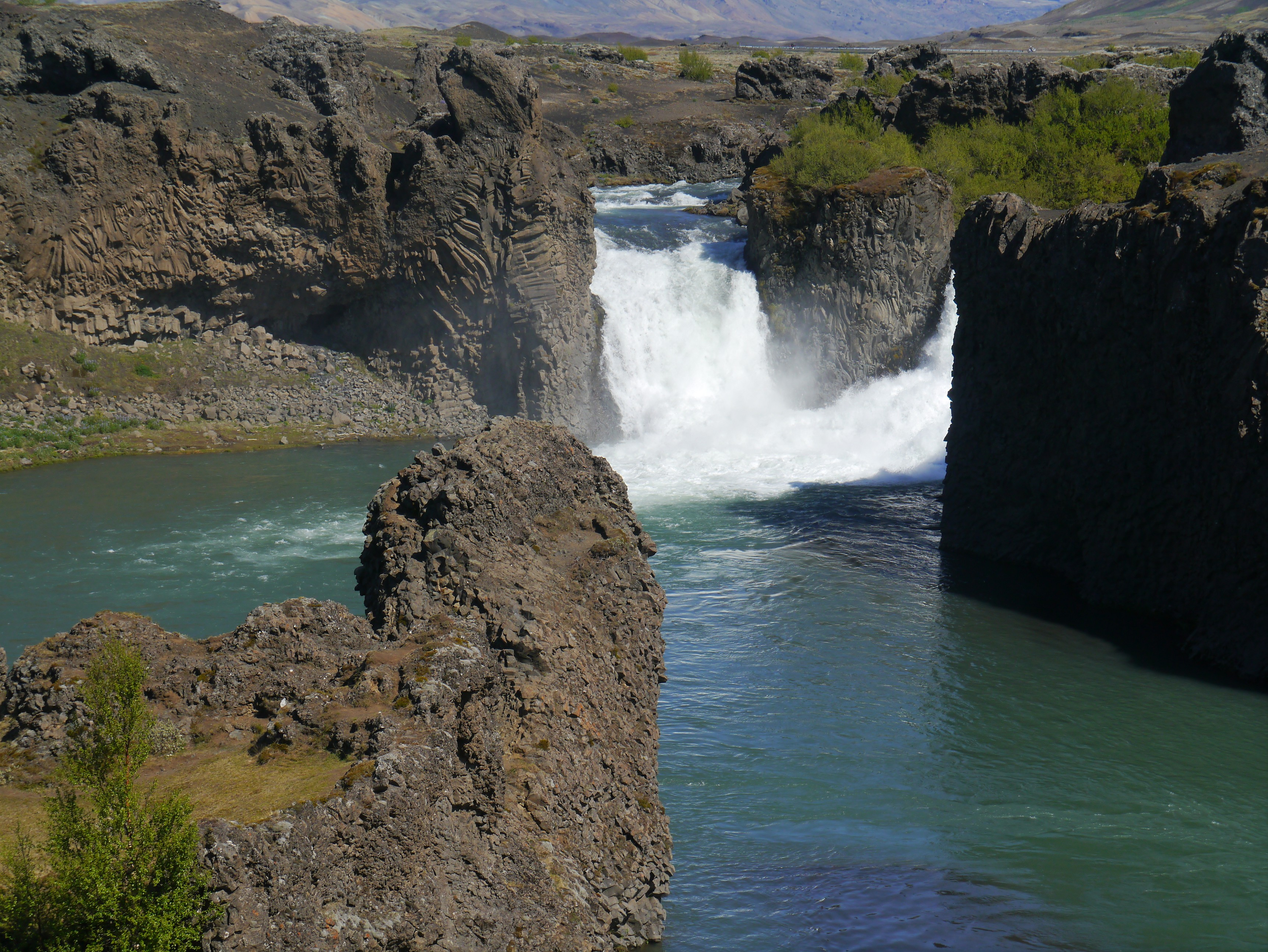